# Телемахос Кантос
Телемахос Кантос (Алона, 24. фебруар 1910 — Никозија, 18. новембар 1993) био је кипарски сликар, гравер и наставник. Сматра се оцем модерног кипарског сликарства. 

## Биографија
Кантос је рођен је у Алони, селу у високом подручју Питсилиа на Кипру. Био је син Кристодоулоса Е. Кантоса, истакнутог локалног учитеља, и његове супруге Евгеније Арави. Студирао је на Вишој школи ликовних уметности у Атини од 1929. до 1932. и од 1934. до 1938. године. Показао је независност од својих наставника проучавањем, и под утицајем Сезанових дела. Кантос се затим вратио на Кипар и радио као сликар и учитељ са седиштем у Никозији. Од раног почетка његово је највише интересовање лежало у пејзажима Кипра. Поред сликања чистих пејзажа, многе његове теме су преузете из руралног и сеоског живота. 
Већ током студија уметник је радио у графичкој компанији ЕЛКА у Атини и Крфу и спремао се да полаже завршне испите 1939. године, када га је почетак Другог светског рата присилио да се врати на Кипар. Тек након рата, 1956. године, успео је да полаже испите и стекао диплому на Политехници, сада Атинској школи лепих уметности.
До 1942. године Кантос је морао да обузда своје активности у родном селу Алона углавном цртајући, сликајући аквареле и повремено илуструјући књиге. Недостатак материјала, као и лоше финансије, скоро су онемогућавали слике уљем на платну у том периоду његовог живота. Следеће две године предавао је уметност у гимназији Фамагуста и много времена посветио сценографији и костимографији. 
Кантос је био један од првих кипарских уметника који је организовао изложбе на Кипру. 1931. организовао је изложбу у Никозији, а 1934. у Фамагусти. Самосталне изложбе организово је и 1940, 1959, 1973, 1979. и 1983. у Никозији, као и у Грчкој: 1972. и 1982, када је приређена велика ретроспективна изложба у Националној галерији Грчке, и постхумно у Лондону 1996, Берлину 2004, и Хелсинкију 2008. Његови радови могу се наћи у многим приватним и јавним колекцијама на Кипру, као што су: Државна галерија савремене кипарске уметности, Колекција уметности централне банке Кипра, Културном центру Хеленске банке, Градској галерији Лимасол.
У Другом светском рату, након студија у Атини, где је проучавао графичке технике, ствара отиске ручно, углавном дрворезе и линорезе. 
Генерално се сматра оцем модерног кипарског сликарства. Његов рад је разнолик, али омиљена тема била су му брда око његовог села. Нека од његових најатрактивнијих дела уследила су након турске инвазије на Кипар 1974. године, где је забележио трагична искуства расељених особа, а посебно оних који су изгубили своје најмилије.

## Фондација
Фондација Телемахос Кантос, непрофитна културна фондација, основана је са мисијом да сачува и промовише рад међународно познатог кипарског сликара и гравера Телемахоса Кантоса, као и уметности уопште, са нагласком на сликарство, музику, позориште и књижевност.
Идеал свестраног уметника који је Телемахос Кантос представљао, с обзиром на његов предиван начин да се изрази не само својим сликама и гравурама, већ и својим писаним делима, па чак и у музици, почива у основи доприноса Фондације међународном дијалогу између уметника различитих области.
Стварање могућности за комуникацију са европским, као и међународним форумима и подршка активностима које помажу проширивању погледа јавности на свет уметности и стварање  креативних моћи нека су од средстава којима се том циљу приступа.